# Прозор-Рама (громада)
Прозор-Рама (хорв. і босн. Opština Prozor-Rama, серб. Општина Прозор-Рама) — боснійська громада, розташована в Герцеговинсько-Неретванському кантоні Федерації Боснії і Герцеговини. Адміністративним центром є місто Прозор.